# 클래스 변수
클래스가 있는 객체 지향 프로그래밍에서 클래스 변수(class variable)는 클래스의 인스턴스가 얼마나 많이 존재하는지에 관계 없이, 하나의 사본이 존재하는 클래스에 정의된 변수이다.
클래스 변수는 인스턴스 변수가 아니다. 이것은 특별한 종류의 클래스 속성(또는 클래스 프로퍼티, 필드, 데이터 멤버)이다. 인스턴스와 클래스 멤버 간에 동일한 이분법이 메소드(멤버 함수)에도 적용되며, 클래스는 인스턴스 메소드와 클래스 메소드를 둘 다 소유할 수 있다.

## 예
```
struct
 
Request
 
{

    
static
 
int
 
count
;

    
int
 
number
;

    
Request
()
 
{

        
number
 
=
 
count
;
 
// 인스턴스 변수"this->number"를 수정한다

        
++
count
;
 
// 클래스 변수 "Request::count"를 수정한다

    
}

};

int
 
Request
::
count
 
=
 
0
;

```